# Flaubert Douanla
Flaubert Douanla (né le 10 janvier 1973) est un coureur cycliste camerounais.

## Palmarès
- 2006
  - 8e étape du Tour de l'Est International
  - Grand Prix Chantal Biya :
    - Classement général
    - 1re étape
- 2007
  - Cameroon Cycling Cup
- 2008
  - 2e étape du Tour de l'Est International
  - 2e étape du Grand Prix Chantal Biya
- 2009
  - 2e du championnat du Cameroun sur route